# Garde Écossaise

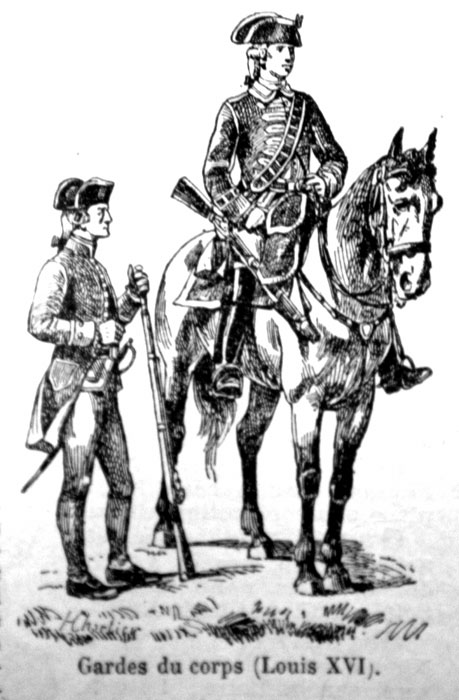
Garde Écossaise aflată în slujba lui Ludovic al XVI-lea.

Garde Écossaise a fost o unitate militară de elită scoțiană fondată în 1418 de către regele Carol al VII-lea al Franței, cu scopul de a fi gărzi de corp personale ale monarhiei franceze. A fost asimilată în Maison du Roi și mai târziu au format prima companie de Garde du Corps du Roi (Garda de Corp a Regelui).
În 1450, regele James al II-lea al Scoției a trimis o companie de 24 de nobili scoțieni sub comanda lui Patrick de Spens. Aceasta companie purta numele de Archiers du Corps sau Gardes de la Manche. La data de 31 august 1490, această companie și o parte a companiei lui Robin Petitloch încep să fie prima companie Archiers de la Garde du Roi sub comanda lui Guillaume Stuier (Stuart). La început 'La compagnie écossaise des Gardes du corps du roi include 100 gardes du corps (25 de gărzi de corp și 75 de arcași). Fiecare garda de corp cuprindea patru bărbați de arme, unul dintre ei dobândind numele de premier homme d'Armes du Royaume de France. Ei au fost în cele din urmă desființați în 1830 la abdicarea lui Carol al X-lea al Franței.

## Istoria

### Prezentare generală
Războinici scoțieni ar fi luptat pentru Carol cel Mare și, mai târziu, în armatele lui Carol cel Simplu din 882. Cu toate acestea, până în 1295 acordul care a devenit cunoscut sub numele de alianța Auld, de atunci există documente care justifică soldați francezi în Scoția și soldați scoțieni în Franța. De la începutul războiului de 100 de ani, au existat companii scoțienr care luptau oficial pentru Filip al IV-lea al Franței. În bătălia de la Poitiers, primul conte de Douglas și viitorul al treilea conte de Douglas au luptat pentru Ioan al II-lea al Franței, unde viitorul al treilea conte a fost capturat împreuna cu mulți cavaleri din Scoția.
În anii 1360, scoțienii s-au găsit în armata lui Bertrand du Guesclin. În secolul al XV-lea, Franța a fost împărțită în conflictul civil armagnac-burgund după ce Carol al VI-lea a înebunit. Henric al V-lea al Angliei a văzut oportunitatea și a invadat Franța. Delfinul a căutat disperat aliați, și i-a găsit printre scoțieni și castilieni.

### Le Grande Armée Écossaise
În 1418 Robert Stuart, duce de Albany, și-a numit fiul, Ioan Stuart al doilea conte de Buchan, șambelan al Scoției, la comanda forțelor expediționare scoțiane, cea mai mare armată care a părăsit Scoția medievală. În octombrie 1419, 7,000-8,000 de soldați au sosit la La Rochelle și și-au croit drum spre Tours pentru a-l saluta pe Delfin. Carol al VII-lea și-a arătat generozitatea asupra nobililor scoțieni. Buchan a primit Châtillon-sur-Indre, contele de Wigtoun Dun-le-Roi, Sir John Stewart Concressault și Aubigny, și Thomas Seton castelul Langeais. Liderii scoțieni au fost convinși să se întoarcă în Scoția pentru a recruta mai multe trupe. Conducerea scoțiană a revenit în 1420 cu alte 4,000-5,000 întăriri.
În timp ce liderii lor se aflau la domiciliul Delfinului i-au oferit acestuia aproximativ o sută dintre cei mai buni razboinici pentru a fi garda sa de corp. Scoțienii au luptat cu deosebire în Franța, cu o victorie notabilă în bătălia de la Baugé în 1421, unde ducele de Clarence s-a spus că a fost doborât de buzduganul lui Buchan. Cu toate acestea, scoțienii s-au confruntat cu o calamitate în bătălia de la Verneuil în 1424, când au pierdut 6,000 de oameni. Deși întristat de pierderea atâților războinici scoțieni loiali lui, Carol al VII-lea a continuat să-și onoreze supraviețuitorii. Scoțienii au avut un regres mai mare în bătălia de la Herrings din 1429.

### Garda personală
Cu toate acestea, regele era protejat de Garde Écossaise. Gărzile Sscoțiene l-au protejat în timpul asasinării lui Ioan, duce de Burgundia, pe podul de la Montereau, și l-au salvat în timpul unui incendiu în Gasconia în 1442. Gărzile scoțieni au fost cele care au căzut în bătălia de la Montlhéry apărându-l pe regele Ludovic al XI-lea al Franței în 1465.
Garde Écossaise a supraviețuit până la sfârșitul monarhiei Bourbon ca Societatea senior sau Garda de corp scoțiană. Au fost patru companii de gărzi de corp și un detașament care îl însoțea pe regele francez oriunde mergea, și-a poziționat paznici în dormitor și chiar escortau mâncarea de la bucătărie la masă.
În timpul domniei lui Francisc I garda se găsea lângă Pass Simplon după o înfrângere în bătălia de la Pavia în 1525. Unii dintre ei și-au stabilit o reputație acolo și urmașii lor au devenit cunoscuți sub numele de Clanul Pierdut.
Din secolul al XVI-lea, recrutare unităților a început în primul rând din rândurile francezilor, elementul scoțian treptat se stingea. În 1623, contele de Enzie a început să reconstruiască identitatea scoțiană a regimentului cu noi recruți, dar nu este clar cât de mult timp această renaștere a durat după ce a reveni în Scoția în 1637.
În timpul domniei lui Ludovic al XV-lea, Compania Scoțiană număra 21 de ofițeri și 330 de bărbați într-o unitate care a fost ultima dată activă atunci când l-au escortat pe Ludovic în bătălia de la Lawfeld pe 1 iulie 1747. Ei se distingeau de celelalte companii de gărzi de corp prin purtarea de banderole albe garnisite cu dantela de argint. Compania Scoțiană a oferit un detașament special care stăteau în prezența regelui în timpul ceremoniilor de judecată.

### Dezmembrarea
Toate cele patru companii din Corpul de Garda au fost desființate în 1791. Cu toate acestea ele au fost reînființate de către primul Bourbon din perioada Restaurației Bourbonilor din 25 mai 1814. Până la dizolvarea lor finală în 1830, aceasta a păstrat titlul de "Les Fiers Ecossais" (scoțienii mândri).